# Drogden Fyr
Drogden Fyr er et fyrtårn opført i 1937. Det er beliggende i åbent hav i det meget befærdede farvand mellem Amager og Saltholm.
Fyret der er konstrueret som en sænkekasse, er bygget af jernbeton er 30 meter højt (16 meter over vandet) og 17 meter bredt. Fra starten var det udstyret med en luftværnssirene, radiofyr og et elektrisk drevet vinkelfyr. Der var en besætning på 4-5 mand.
Fyret erstattede Drogden Fyrskib som siden 1838 havde varetaget fyrbelysningen i det pågældende farvand.
Danmarks Meteorologiske Institut har en målestation på fyret. Her måles middelvind, havtemperatur, vandstand og luftfugtighed.